# Valentin Zarzăr
Valentin Zarzăr (în rusă Валентин Ананьевич Зарзар, n. 28 februarie 1899, Chilia - 5 septembrie 1933) a fost un ofițer sovietic de origine română, comandant de corp de armată.

## Biografie
Tatăl său se numea Ananie Zarzăr. A absolvit școala superioară de artilerie a Armatei Roșii (Moscova) și facultatea de drept a Universității din Moscova, devenind specialist în dreptul aerian. Membru al Partidului Comunist. 
A condus zborul istoric al avionului ANT-9⁠(d) (nume de serie: TB-3, constr. A. N. Tupolev, motor Mikulin) „Krîlia Sovetov” din anul 1929 pe ruta Moscova-Berlin-Paris-Roma-Marsilia-Londra-Moscova.
A colaborat la revistele Vestnik vozdușnogo flota și Samolet și a fost șef al secției de știință și tehnică a gazetei Izvestia. Este autor al mai multor lurări privind dezvoltarea aviației sovietice și a dreptului aviatic. Aeroportul civil de la Bîkovo (regiunea Moscova, constr. 1933) și școala de planorism din Moscova i-au purtat numele. A organizat societatea prietenilor aviației și a flotei militare-maritime din URSS.  A fost membru al Gosplan-ului URSS, responsabil pentru aviație.  A decedat într-un accident aviatic, zburând din Moscova spre Crimeea.